# ジェリコ (1967年の映画)
『ジェリコ』（Rough Night in Jericho）は1967年のアメリカ合衆国の映画。出演はディーン・マーティンなど。

## ストーリー
駅馬車でジェリコを目指す御者ベンは元保安官で客のドーランはベンの弟子 老若名コンビでｓる　だが突然丘の上から狙撃された 故意にベンの脚を狙い撃ちし看板に何発も撃ち込み機敏に姿を消した 殺す気はなく威嚇射撃らしい
一方ジェリコでは顔役アレックス・フラッドの部下が殺され犯人は正当防衛を主張するが臆病な保安官は逃げ出し仲裁した駅馬車会社社長モリ―も力およばず縛り首に 
モリ―はドーランを味方にフラッド一党と闘いたいが拒絶され頼りのベンは脚負傷で動けない状態　ドーランはフラッドが経営する酒場兼賭博場に行くが街は銃器類携帯禁止で店内にはショットガンを持った警備員を配置 フラッドはポーカーの名手でドーランにイカサマを見抜かれたギャンブラーを解雇しろと店長に命じる店長は顔役の信頼厚い有能な人材 同時にフラッドが元保安官だと知る 更に街の商人は上納金として売上の５１％支払い義務に驚く 酒場に来た態度の悪い猟師たちは銃器類の預かりを拒否するがフラッドはリーダー格の大男を徹底的に殴り失神させ一喝“明朝 縛り首にしろ”　ドーランは勝ち目がない事を悟る 
ドーランが察した通りモリ―は保安官時代のフラッドと恋仲にあった‥果たしてモリ―はドーランを説得しフラッド一党に立ち向かう事が出来るのだろうか？

## キャスト
| 役名       | 俳優                     | 日本語吹替 | 日本語吹替  | 日本語吹替   |
| 役名       | 俳優                     | TBS版      | NETテレビ版 | フジテレビ版 |
| ---------- | ------------------------ | ---------- | ----------- | ------------ |
| アレックス | ディーン・マーティン     | 羽佐間道夫 | 羽佐間道夫  | 羽佐間道夫   |
| ドラン     | ジョージ・ペパード       | 阪脩       | 田中信夫    | 有川博       |
| モリー     | ジーン・シモンズ         | 来宮良子   | 武藤礼子    | 里見京子     |
| ベン       | ジョン・マッキンタイア   | 梓欣三     |             |              |
| ヤーブロー | スリム・ピケンズ         |            |             |              |
| ジェイス   | ドン・ギャロウェイ       | 仲村秀生   |             |              |
| トーリー   | ブラッド・ウェストン     |            |             |              |
| フランク   | リチャード・オブライエン |            |             |              |

- TBS版：初回放送1971年10月4日『月曜ロードショー』
- NETテレビ版：初回放送1974年9月15日『日曜洋画劇場』
- フジテレビ版：初回放送1980年2月15日『ゴールデン洋画劇場』

## スタッフ
- 監督：アーノルド・レイヴェン
- 製作：マーティン・ラッキン
- 原作：マーヴィン・H・アルバート
- 脚本：シドニー・ボーム、マーヴィン・H・アルバート
- 撮影：ラッセル・メティ
- 編集：テッド・J・ケント
- 音楽：ドン・コスタ